# Cordyloporus dubius
Cordyloporus dubius är en mångfotingart som beskrevs av Carl Graf Attems 1937. Cordyloporus dubius ingår i släktet Cordyloporus och familjen Chelodesmidae. Inga underarter finns listade i Catalogue of Life.